# Maurizio Merli
Maurizio Merli (Roma, 8 de febrer del 1940 – Roma, 10 de març del 1989) és un actor italià de culte.
El seu primer rol protagonista va ser en el film La revenja d'Ullal Blanc (1974), les preqüeles del qual havien estat protagonitzades per l'altre actor de culte Franco Nero. Merli, després, es va convertir en un actor clau i icona del gènere poliziotteschi (policíac italià) protagonitzant-ne una dotzena de pel·lícules. Maurizio va morir el 1989 d'un atac de cor després d'un partit de tennis.

## Filmografia[2]

### Cinema
- Il Gattopardo, de Luchino Visconti (1963)
- Due rrringos nel Texas (1967)
- Fenomenal e il tesoro di Tutankamen (1968)
- Eros e Thanatos (1969)
- Decameron proibitissimo (Boccaccio mio statte zitto) (1972)
- Le mille e una notte all'italiana (1972)
- La revenja d'Ullal Blanc (Zanna Bianca alla riscossa), de Tonino Ricci (1974)
- Catene, de Silvio Amadio (1974)
- Roma violenta, de Franco Martinelli (1975)
- Roma a mano armata, d'Umberto Lenzi (1976)
- Napoli violenta, d'Umberto Lenzi (1976)
- Paura in città, de Giuseppe Rosati (1976)
- Italia a mano armata (1976)
- Il cinico, l'infame, il violento (1977)
- Mannaja (1977)
- Poliziotto sprint (1977)
- I gabbiani volano basso (1977)
- Poliziotto senza paura (1978)
- Il commissario di ferro (1978)
- Sono stato un agente CIA (1978)
- Un poliziotto scomodo (1978)
- Da Corleone a Brooklyn (1979)
- Sbirro, la tua legge è lenta... la mia no! (1979)
- Buitres sobre la ciudad (1980)
- Poliziotto solitudine e rabbia (1980)
- Priest of Love (1981)
- Notturno (1983)
- Tango blu (1987 - també productor)